# Charles Lassailly
Charles Lassailly (* 3. September 1806 in Orléans; † 14. Juli 1843 in Paris) war ein französischer Schriftsteller.

## Leben und Werk
Charles Lassailly ging mit 20 Jahren nach Paris und versuchte sich als Journalist und Schriftsteller. Er gehörte zur Pariser Bohème und war in den 1830er Jahren ein typischer Vertreter der frenetisch-exzentrischen jungen Romantiker, die man bousingots nannte. Balzac machte ihn 1839 kurzzeitig zu seinem Sekretär. Angesichts des Misserfolges seines einzigen Romans (Les roueries de Trialph, 1833) und nach dem Scheitern aller seiner Zeitungsgründungen fiel er in geistige Umnachtung und starb im Alter von 36 Jahren. Sein in neuester Zeit wieder aufgelegter Roman wurde von der Kritik als Vorläufer der Gesänge des Maldoror angesehen.

## Werke (moderne Ausgaben)
- Les roueries de Trialph, notre contemporain avant son suicide.
  - Slatkine, Genf 1973. (Nachdruck von 1833)
  - Plasma, Paris 1978.
  - Sulliver, Arles 2006. (Vorwort von Thierry Galibert)